# Artemisia vexans
Artemisia vexans là một loài thực vật có hoa trong họ Cúc. Loài này được Pamp. mô tả khoa học đầu tiên năm 1930.